# Lijst van voetbalinterlands Litouwen - Spanje
Deze lijst van voetbalinterlands is een overzicht van alle officiële voetbalwedstrijden tussen de nationale teams van Litouwen en Spanje. De landen hebben tot op heden zeven keer tegen elkaar gespeeld. De eerste ontmoeting was een kwalificatiewedstrijd voor het Wereldkampioenschap voetbal 1994 in Sevilla op 24 februari 1993. Het laatste duel, een vriendschappelijke wedstrijd, vond plaats op 8 juni 2021 in Leganés.

## Wedstrijden
| № | Plaats    | Datum            | Competitie           | Wedstrijd         | Uitslag |
| - | --------- | ---------------- | -------------------- | ----------------- | ------- |
| 1 | Sevilla   | 24 februari 1993 | WK 1994 kwalificatie | Spanje − Litouwen | 5 − 0   |
| 2 | Vilnius   | 2 juni 1993      | WK 1994 kwalificatie | Litouwen − Spanje | 0 − 2   |
| 3 | Vilnius   | 13 oktober 2004  | WK 2006 kwalificatie | Litouwen − Spanje | 0 − 0   |
| 4 | Valencia  | 4 juni 2005      | WK 2006 kwalificatie | Spanje − Litouwen | 1 − 0   |
| 5 | Salamanca | 8 oktober 2010   | EK 2012 kwalificatie | Spanje − Litouwen | 3 − 1   |
| 6 | Kaunas    | 29 maart 2011    | EK 2012 kwalificatie | Litouwen − Spanje | 1 − 3   |
| 7 | Leganés   | 8 juni 2021      | Vriendschappelijk    | Spanje − Litouwen | 4 − 0   |

## Samenvatting
| Competitie        | Totaal gespeeld | Winst Litouwen | Gelijk | Winst Spanje | Doelsaldo Litouwen – Spanje |
| ----------------- | --------------- | -------------- | ------ | ------------ | --------------------------- |
| WK-kwalificatie   | 4               | 0              | 1      | 3            | 0 − 8                       |
| EK-kwalificatie   | 2               | 0              | 0      | 2            | 2 − 6                       |
| Vriendschappelijk | 1               | 0              | 0      | 1            | 0 − 4                       |
| Totaal            | 7               | 0              | 1      | 6            | 2 − 18                      |

LFF · A-internationals · Bondscoaches · Statistieken · Litouws vrouwenelftal · Olympisch elftal · Litouwen U21 · Litouwen U20 · Litouwen U19 · Litouwen U18 · Litouwen U17 · Litouwen U16
1923 – 1929 ·
1930 – 1939 ·
1940 – 1949 ·
1950 – 1989 · 
1990 – 1999 ·
2000 – 2009 ·
2010 – 2019 ·
2020 − 2029
1923 · 
1924 · 
1925 · 
1926 · 
1927 · 
1928 · 
1929 · 
1930 · 
1931 · 
1932 · 
1933 · 
1934 · 
1935 · 
1936 · 
1937 · 
1938 · 
1939 · 
1940 · 
1941–1944 · 
1945 · 
1946 · 
1947 · 
1948 · 
1949 · 
1950–1955 · 
1956 · 
1957–1978 · 
1979 · 
1980–1989 · 
1990 · 
1991 · 
1992 · 
1993 · 
1994 · 
1995 · 
1996 · 
1997 · 
1998 · 
1999 · 
2000 · 
2001 · 
2002 · 
2003 · 
2004 · 
2005 · 
2006 · 
2007 · 
2008 · 
2009 · 
2010 · 
2011 · 
2012 · 
2013 · 
2014 · 
2015 · 
2016 · 
2017 ·
2018 ·
2019 ·
2020 ·
2021
Albanië ·
Andorra ·
Argentinië ·
Armenië ·
Azerbeidzjan ·
België ·
Bosnië en Herzegovina ·
Brazilië ·
Bulgarije ·
Chili ·
Cyprus ·
Denemarken ·
Duitsland ·
Egypte ·
Engeland ·
Estland ·
Faeröer ·
Finland ·
Frankrijk ·
Georgië ·
Gibraltar ·
Griekenland ·
Hongarije ·
Ierland ·
IJsland ·
Indonesië ·
Iran ·
Israël ·
Italië ·
Joegoslavië ·
Jordanië ·
Kazachstan ·
Koeweit ·
Kosovo ·
Kroatië ·
Letland ·
Liechtenstein ·
Luxemburg ·
Mali ·
Malta ·
Moldavië ·
Montenegro ·
Nieuw-Zeeland ·
Noord-Ierland ·
Noord-Macedonië ·
Noorwegen ·
Oekraïne ·
Oostenrijk ·
Polen ·
Portugal ·
Roemenië ·
Rusland ·
San Marino ·
Saoedi-Arabië ·
Schotland ·
Servië ·
Servië en Montenegro ·
Slovenië ·
Slowakije ·
Spanje ·
Tsjechië ·
Turkije ·
Turkmenistan ·
Verenigde Arabische Emiraten ·
Wit-Rusland ·
Zweden ·
Zwitserland
RFEF · A-internationals · Selecties · Bondscoaches · Spaans vrouwenelftal · Olympisch elftal · Spanje U21 · Spanje U20 · Spanje U19 · Spanje U18 · Spanje U17 · Spanje U16 · Vrouwen U17
1920 – 1929 ·
1930 – 1939 ·
1940 – 1949 ·
1950 – 1959 ·
1960 – 1969 ·
1970 – 1979 ·
1980 – 1989 ·
1990 – 1999 ·
2000 – 2009 ·
2010 – 2019 ·
2020 − 2029
EK's: 1964 · 
1980 · 
1984 · 
1988 · 
1996 · 
2000 · 
2004 · 
2008 · 
2012 · 
2016 · 
2020 · 
2024
WK's: 1934 · 
1950 · 
1962 · 
1966 · 
1978 · 
1982 · 
1986 · 
1990 · 
1994 · 
1998 · 
2002 · 
2006 · 
2010 · 
2014 · 
2018 · 
2022
OS: 1920 ·
1924 · 
1928 · 
1968 · 
1976 · 
1980 · 
1992 · 
1996 · 
2000 · 
2012 ·
2020
1920 · 
1921 · 
1922 · 
1923 · 
1924 · 
1925 · 
1926 · 
1927 · 
1928 · 
1929 · 
1930 · 
1931 · 
1932 · 
1933 · 
1934 · 
1935 · 
1936 · 
1937 · 1939 · 1940 · 
1941 · 
1942 · 
1943 · 1944 · 
1945 · 
1946 · 
1947 · 
1948 · 
1949 · 
1950 · 
1952 · 
1952 · 
1953 · 
1954 · 
1955 · 
1956 · 
1957 · 
1958 · 
1959 · 
1960 · 
1961 · 
1962 · 
1963 · 
1964 · 
1965 · 
1966 · 
1967 · 
1968 · 
1969 · 
1970 · 
1971 · 
1972 · 
1973 · 
1974 · 
1975 · 
1976 · 
1977 · 
1978 · 
1979 · 
1980 · 
1981 · 
1982 · 
1983 · 
1984 · 
1985 · 
1986 · 
1987 · 
1988 · 
1989 · 
1990 · 
1991 · 
1992 · 
1993 · 
1994 · 
1995 · 
1996 · 
1997 · 
1998 · 
1999 · 
2000 · 
2001 · 
2002 · 
2003 · 
2004 · 
2005 · 
2006 · 
2007 · 
2008 · 
2009 · 
2010 · 
2011 · 
2012 · 
2013 ·
2014 ·
2015 ·
2016 ·
2017 ·
2018 ·
2019 ·
2020 ·
2021 ·
2022
Albanië ·
Algerije ·
Andorra ·
Argentinië ·
Armenië ·
Australië ·
Azerbeidzjan ·
België ·
Bolivia ·
Bosnië en Herzegovina ·
Brazilië ·
Bulgarije ·
Canada ·
Chili ·
China ·
Colombia ·
Costa Rica ·
Cyprus ·
DDR ·
Denemarken ·
Duitsland ·
Ecuador ·
Egypte ·
El Salvador ·
Engeland ·
Estland ·
Equatoriaal-Guinea · 
Faeröer ·
Finland ·
Frankrijk ·
GOS ·
Georgië ·
Griekenland ·
Haïti ·
Honduras ·
Hongarije ·
Ierland ·
IJsland ·
Irak ·
Iran ·
Israël ·
Italië ·
Ivoorkust ·
Japan ·
Joegoslavië ·
Jordanië ·
Kosovo ·
Kroatië ·
Letland ·
Liechtenstein ·
Litouwen ·
Luxemburg ·
Malta ·
Marokko ·
Mexico ·
Nederland ·
Nieuw-Zeeland ·
Nigeria ·
Noord-Ierland ·
Noord-Macedonië ·
Noorwegen ·
Oekraïne ·
Oostenrijk ·
Panama ·
Paraguay ·
Peru ·
Polen ·
Portugal ·
Puerto Rico ·
Roemenië ·
Rusland ·
San Marino ·
Saoedi-Arabië ·
Schotland ·
Servië ·
Servië en Montenegro ·
Slovenië ·
Slowakije ·
Sovjet-Unie ·
Tahiti ·
Tsjechië ·
Tsjecho-Slowakije ·
Tunesië ·
Turkije ·
Uruguay ·
Venezuela ·
Verenigde Staten ·
Wales ·
Wit-Rusland ·
Zuid-Afrika ·
Zuid-Korea ·
Zweden ·
Zwitserland
Australië (2014) ·
Brazilië (2013) ·
Chili (2010) ·
Chili (2014) ·
Costa Rica (2022) ·
Duitsland (2008) ·
Duitsland (2022) ·
Engeland (1982) ·
Engeland (2024) ·
Frankrijk (1984) ·
Frankrijk (2006) ·
Frankrijk (2012) ·
Frankrijk (2021) ·
Griekenland (2008) ·
Honduras (2010) ·
Ierland (2012) ·
Iran (2018) ·
Italië (2008) ·
Italië (2012, 1) ·
Italië (2012, 2) ·
Italië (2016) ·
Italië (2021) ·
Japan (2022) ·
Kroatië (2012) ·
Kroatië (2021) ·
Marokko (2018) ·
Marokko (2022) ·
Nederland (2010) ·
Nederland (2014) ·
Oekraïne (2006) ·
Paraguay (2002) ·
Polen (2021) ·
Portugal (2012) ·
Portugal (2018) ·
Rusland (2008, 1) ·
Rusland (2008, 2) ·
Rusland (2018) ·
Saoedi-Arabië (2006) ·
Slovenië (2002) ·
Slowakije (2021) ·
Sovjet-Unie (1964) ·
Tsjechië (2016) ·
Tunesië (2006) ·
Turkije (2016) ·
West-Duitsland (1982) ·
Zuid-Afrika (2002) ·
Zweden (2008) ·
Zweden (2021) ·
Zwitserland (2010) ·
Zwitserland (2021)